# جون كابوت
جون كابوت هو مستكشف إيطاليً. في عام 1497، ذهب في رحلة إلى ساحل أمريكا الشمالية تحت إشراف  هنري السابع ملك إنجلترا  وكانت هذه الرحلة أول استكشاف أوروبي معروف لأمريكا الشمالية الساحلية منذ زيارات الإسكندنافية إلى فينلاند في القرن الحادي عشر. للاحتفال بالذكرى الخمسمئة لبعثة كابوت الاستكشافية، انتخبت الحكومتان الكندية والبريطانية  كيب بونافيستا [الإنجليزية]، نيوفاوندلاند لتمثيل موقع الهبوط الأول لكابوت.

## النشأة

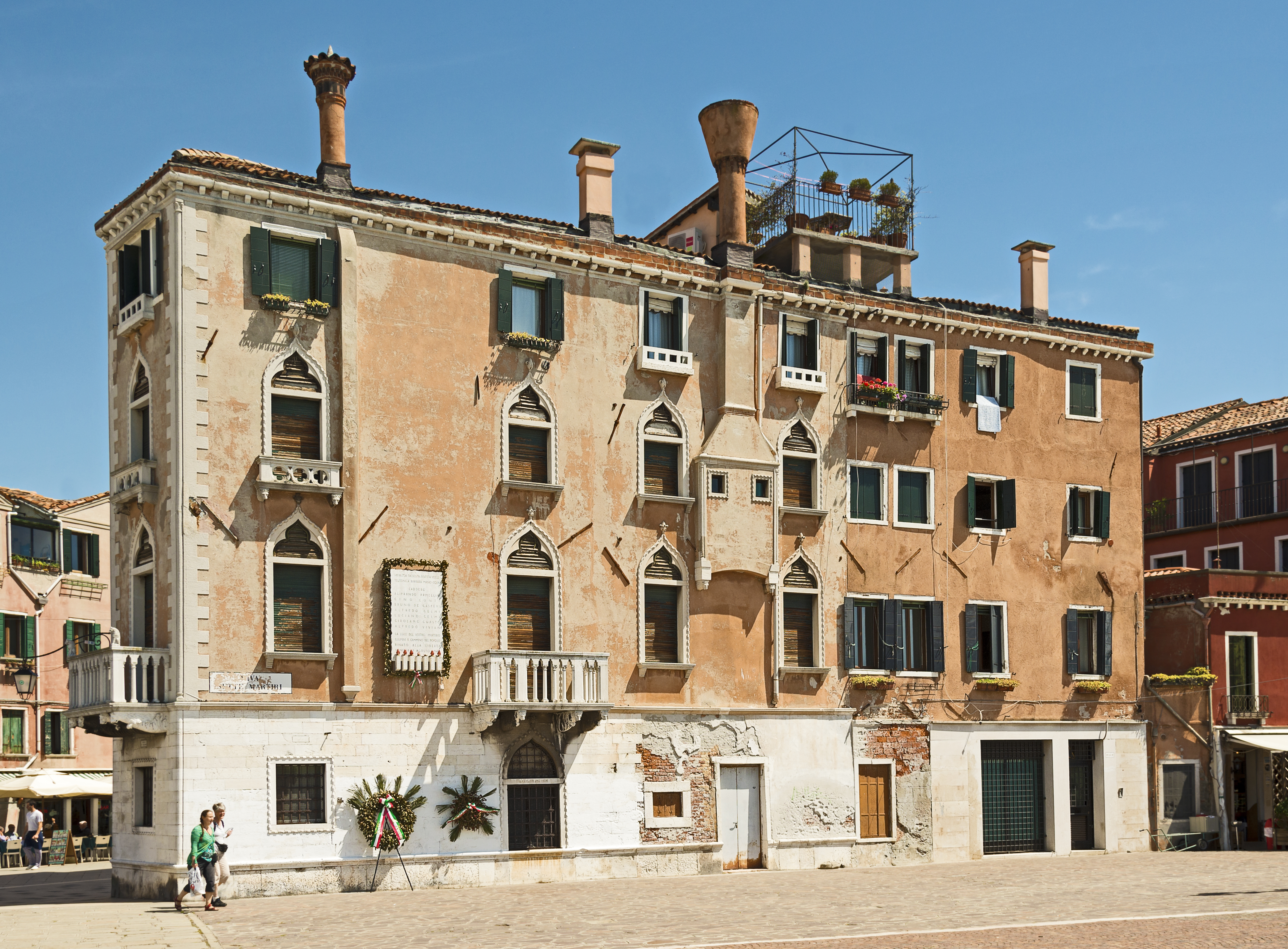
منزل كابوت في البندقية.

يُحتمل أن يكون كابوت قد وُلد قبل عام 1450، وهو التاريخ التقريبي الأكثر شيوعاً لولادته. في عام 1471 قُبل كابوت في أخوية سان جيوفاني إيفانجيليستا الدينية [الإنجليزية]. وبما أنها كانت واحدة من الأخويات المرموقة في المدينة، فإن قبوله لها يوحي بأنه كان بالفعل عضوا مُهمًا في المجتمع. وبمجرد حصوله على الجنسية البندقية  عام 1476، كانت كابوت مؤهل للمشاركة في التجارة البحرية، ومنها التجارة إلى شرق  البحر الأبيض المتوسط التي كانت مصدر الكثير من ثروة البندقية. ومن المفترض أنه دخل هذه التجارة بعد ذلك بوقت قصير.